# Safaripark Gänserndorf
Safaripark Gänserndorf är en park i Österrike.   Den ligger i förbundslandet Niederösterreich, i den östra delen av landet, 27 km öster om huvudstaden Wien. Safaripark Gänserndorf ligger 162 meter över havet.
Terrängen runt Safaripark Gänserndorf är mycket platt. Närmaste större samhälle är Strasshof an der Nordbahn, 3,9 km väster om Safaripark Gänserndorf. 
Trakten runt Safaripark Gänserndorf består till största delen av jordbruksmark. Runt Safaripark Gänserndorf är det ganska tätbefolkat, med 72 invånare per kvadratkilometer.